# ドイツ連邦軍
ドイツ連邦軍（ドイツれんぽうぐん、独: Bundeswehr ブンデスヴェーア）は、ドイツ連邦共和国の軍隊であり、陸軍、海軍、空軍、衛生軍、統合支援軍およびサイバー・情報空間軍で構成される。
2024年時点で総兵力は約18万2000人。徴兵制度が存在するが現在では停止されており事実上の廃止状態にある。ドイツは北大西洋条約機構（NATO）に加盟しており、国内にはアメリカ軍約3万9000人、イギリス軍185人、フランス軍2000人の外国軍が駐留している。

## 構成

### 軍・部隊
ドイツ連邦共和国基本法により最高指揮権は平時にあっては国防大臣（第65a条)、戦時は首相に移る(第115b条)。
- 陸軍（独: Heer）
- 海軍（独：Marine）
- 空軍（独：Luftwaffe）
- 戦力基盤軍（統合後方支援軍、独：Streitkräftebasis、2000年の連邦軍改革で3軍に共通する指揮・兵站・通信・憲兵・教育などを統合）
- 救護業務軍（統合衛生軍、独：Zentraler Sanitätsdienst、2000年の連邦軍改革で3軍の医療部隊を統合して、共通の医療部隊を形成）
- サイバー・情報空間軍（ドイツ語版）（独：Kommando Cyber- und Informationsraum、2016年4月26日のウルズラ・フォン・デア・ライエン国防大臣の提言により2017年4月5日に新設されたサイバー戦部隊）

### 人員
2024年時点で総兵力は約18万2000人であり、内訳は陸軍6万2000人、空軍2万7000人、海軍1万5000人、衛生軍2万人、統合支援軍2万3000人、サイバー・情報空間軍1万4000人となっている。この内女性兵士は2万5000人で全体の約13％にあたり、他に文民職員約8万2000人を擁する。
1975年以来ドイツ連邦軍内に女性軍人が配属されているが、当初は医療部隊への配属にとどまっていた。ある女性軍人はこれを不服として裁判に訴え、欧州司法裁判所は2000年、女性がこれまで以上により幅広い役割を軍隊内で果たすよう認めるべきであるという判決を下した。結果2001年より、女性軍人は連邦軍内のあらゆる任務に制限なく就けるようになった。連邦軍には1万3千人の女性が平和維持活動や他の作戦行動などあらゆる軍務についており、その他多くの女性が予備役となっている。

### 徴兵制
ドイツは長年徴兵制度があり、満18歳以上の男子には兵役義務があった。連邦軍発足当初は、志願兵制を導入していたが、第二次大戦の後遺症で国民の反軍感情、反戦意識は根強く、志願制に頼っていては人員を確保できなかったからである。徴兵制の施行にあたっては、第二次世界大戦の歴史的経緯を踏まえて、良心的兵役拒否も申請することが認められた。この場合には、代替義務 （Zivildienst）として病院、老人介護施設等の社会福祉施設で兵役義務と同じ期間だけ社会貢献することになっていた。
2011年7月4日、正式に徴兵制の「中止」が発表され、2014年には職業軍人と志願兵による部隊に再編された。今後の安全保障環境の変化によっては復活させる可能性にも含みを残しているが、事実上の廃止と考えられている。しかし、徴兵制が廃止されると、その代替義務も無くなることになり、これまで男性によって成り立ってきたドイツの社会福祉政策は大きな転換を迫られることとなった。

## 歴史

### 冷戦期（1955年-1990年）
ドイツ連邦共和国（西ドイツ）は1955年に再軍備を開始した。
第二次世界大戦に敗れたドイツは完全に武装解除され、連合国の命令でいかなる種類の再軍備計画も禁止されていた。小規模な国境警備隊や機雷の掃海部隊はあったが、国軍は設置されず、占領下ドイツの国防には連合国のうち4か国、アメリカ合衆国・イギリス・フランス・ソビエト連邦の各軍が責任を持っていた。
しかし、朝鮮戦争後の西側諸国と東側諸国の間の緊張の高まりによってドイツ非武装化政策に変化が生じた。ソ連の下でドイツ民主共和国（東ドイツ）がすでに密かに再軍備を行ったことで、米英仏も西ドイツの再軍備の検討を解禁した。1950年に新しい西ドイツ軍創設のための基本構想の策定が始まり、コンラート・アデナウアー初代連邦首相はラインラント＝プファルツ州のヒンメロート修道院にホイジンガー、シュパイデルなど旧ドイツ国防軍の将軍15名を集め、再軍備の技術的な可能性を検討させた。専門委員会の検討の結果、西ドイツの新しい軍の基本構想（ヒンメロート覚書）が固まった。これに基づき、連邦議会議員テオドール・ブランクが新国軍の設置準備を進めた。これゆえ連邦国防省の前身を「ブランク局（Amt Blank）」と呼ぶ。しかし、旧軍出身の15名の専門委員に新国軍の設置準備に参画することは求めなかった。またナチスに一方的に「汚された」とされた旧国防軍の伝統との「決別」を明確に示した。そのため西ドイツ時代から現在のドイツ連邦軍にはアメリカ合衆国の影響が強く、軍服や階級についてもプロイセン・帝政ドイツ色はわずかしか残っていない。
旧国防軍の装甲兵大将であった自由民主党のリベラル派政治家ハッソ・フォン・マントイフェルが新しい国軍に「Bundeswehr」（Bund = 連邦、Wehr = 防衛軍）の名を提案し、ドイツ連邦議会において承認された（ナチス・ドイツ時代は「Wehrmacht」（国防軍）といわれていた）。初代連邦軍総監には国防軍時代に陸軍総司令部作戦部長であったホイジンガー将軍が就任した。

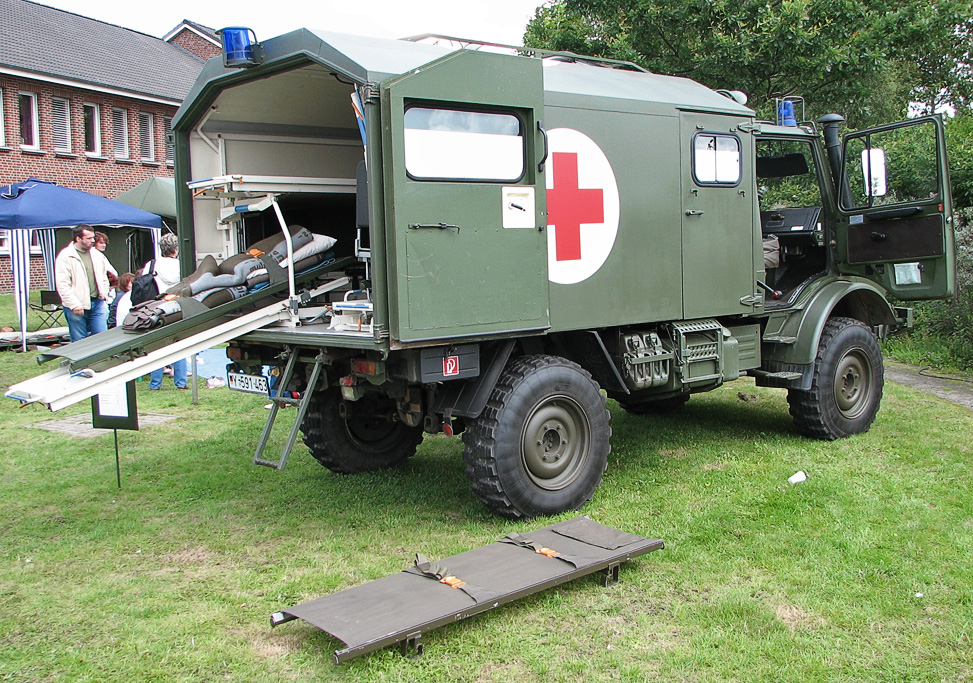
連邦軍衛生本部の車両。ウニモグベースの非装甲救急車である。

米英仏の3か国間にはドイツ再軍備に関して意見の相違もあった。特に、国境を接するフランスは19世紀以降の独仏関係史も鑑み、西ドイツの再武装に対して難色を示す見解が大勢を占めていた。フランスは、アメリカの進める西ドイツ再武装とNATO加盟案に対し、超国家的な汎ヨーロッパ軍を構成する欧州防衛共同体構想を打ち出し、実際に1952年に西ドイツを含む西欧各国間で調印もされた。しかし、自身の主権も制限されることをよしとしないド・ゴール主義者たちの反対により、1954年に当のフランス議会で否決され、批准には至らなかった。その結果、フランスも西ドイツの単独再軍備とNATO加盟を認めた。
連邦軍はゲルハルト・フォン・シャルンホルストの200回目の誕生日に当たる1955年11月12日に正式に誕生した。ドイツ連邦共和国基本法の修正後、西ドイツは1955年にNATOのメンバーとなり、1956年には18歳から45歳までの全男子国民に兵役義務が導入された。
冷戦の間、ドイツ連邦軍はNATOの中央ヨーロッパ防衛の主力となり、三軍あわせて49万5千人の兵力と17万人の文民職員という大戦力を抱えていた。陸軍は12個師団からなる3つの軍団で構成され、戦車と装甲兵員輸送車で重武装していた。空軍は戦術戦闘機多数を所有し、NATOの統合防空軍（NATINAD）の一部をなしていた。海軍はバルト海防衛を受け持ち、北海の増援軍や補給船の護衛を任され、ソ連のバルト艦隊の封じ込めを行った。

### ドイツ再統一後

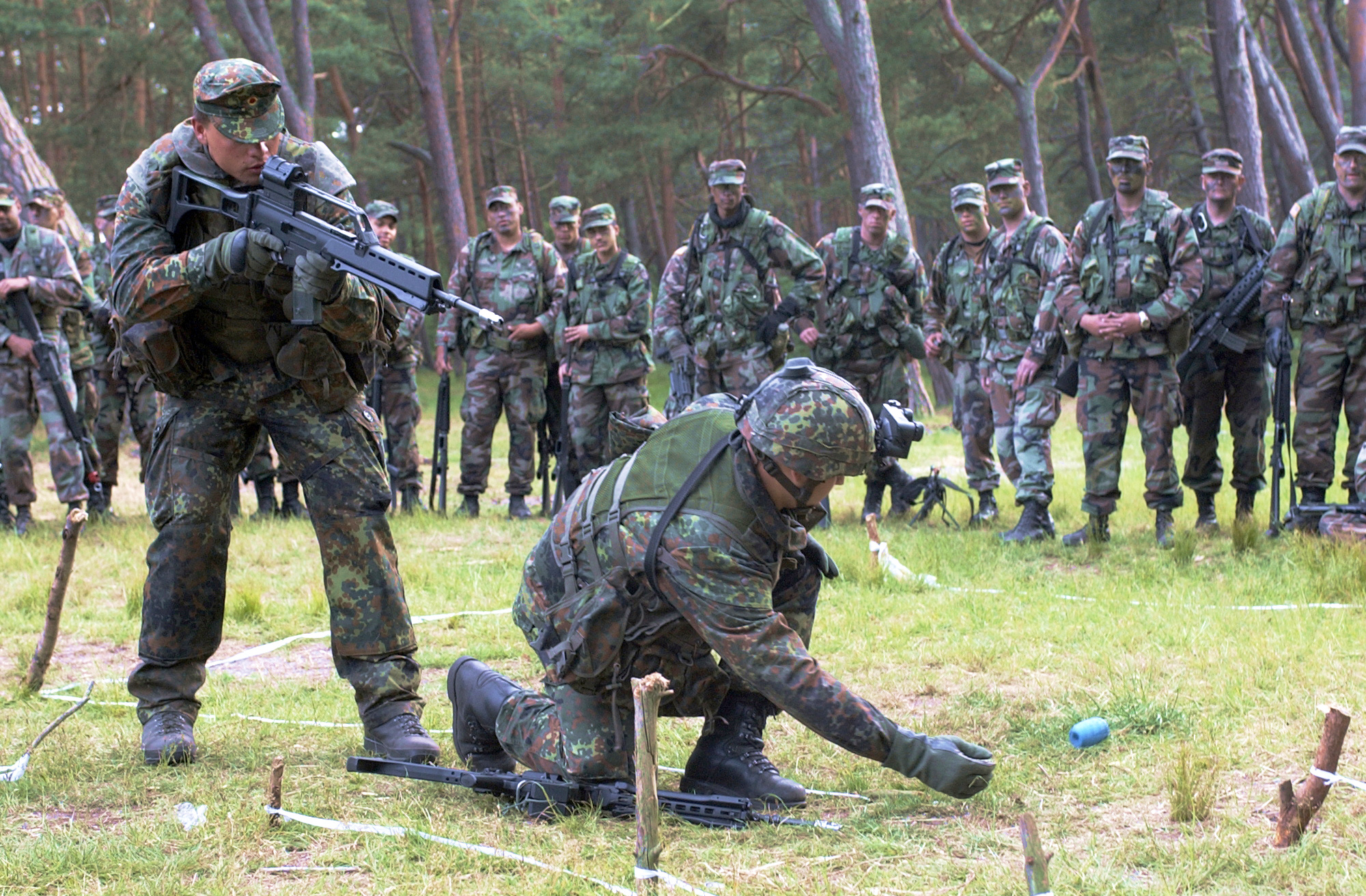
ポーランドにおけるNATOの演習で、建物への突入を想定してHK G36と訓練手榴弾を使うドイツ兵。背景はアメリカ軍兵士。2004年

1990年のドイツ再統一後、東西ドイツ政府と米英仏ソ連合国との「ドイツに関する最終規定条約」(別名「2プラス4条約」)により、ドイツ連邦軍は37万人まで削減された。かつての東ドイツ軍である国家人民軍は解散し、その兵員の一部と軍備のごく一部が連邦軍に引き取られた。
約5万人の国家人民軍将兵は1990年10月2日に連邦軍に吸収された。増えた5万人分は、徴兵されている兵士や短期の志願兵が兵役期間の満了を迎えることで速やかに削減された。国家人民軍将兵（将軍や提督を除く）の多くは2年以内に限定した雇用契約を交わして日常の任務を続けた。連邦軍に転籍した将兵は個人の適性と経験によって新規の雇用契約と新規の階級を受け取ったが、多くの将兵は国家人民軍時代より低い階級を受け入れている。
しかしながら、一般的に「統合の軍隊（Armee der Einheit）」のスローガンの下で進められている軍事面での統一過程は大きな成功とされ、ドイツ社会の他の分野における統一の手本と受けとめられている。
国境線の消滅と合邦によって不要となった連邦軍（旧西ドイツ→統一ドイツ軍）や国家人民軍（旧東ドイツ軍）の機材が廃棄された。装甲車両や戦闘機は国際的な監視の下で解体されている。艦船は船舶解体でスクラップにされるか、バルト三国やインドネシアなどに売却された。インドネシア共和国国軍は国家人民軍のさまざまな艦船39隻を受け取っている。また、国家人民軍の装甲兵員輸送車がトルコ軍に売られ、トルコ東南部（独立を目指すクルド人との紛争地帯）で運用されていることが議論の的になったこともある。
国連の平和維持活動・人道援助活動やNATOの域外軍事行動へのドイツ連邦軍の参加、ドイツの多国籍軍参加に関連し、ドイツ国外での作戦行動や援助活動が増加したことを受け、2000年には大規模な機構改革が行われた。指揮・兵站・通信・憲兵など、各軍の支援任務および医療任務を軍中央に統合し、戦力基盤軍と救護業務軍が誕生した。特に、多くの国の軍隊では医療活動は各軍が個別に行っているため、医療の統合は前例の少ないものである。
ドイツ連邦軍は、その国家の人口と経済力を反映し、NATO内のみならず世界でも有数の先進的な技術力や確固たる補給力を誇っているが、冷戦終結後の西側諸国の例に漏れず、統一ドイツの国防予算は削減傾向にある。国防費のGDP比は2021年まで1%台前半で推移しており、日本やスペインおよびカナダよりは高いが、オランダなどと並んでNATOでも低めである。アメリカ合衆国とニュークリア・シェアリングを行っているため、自国領土が核戦争の舞台になるリスクと引き換えに、核開発に予算をかけることなく核抑止を可能としている。
2022年2月のロシア連邦軍によるウクライナへの軍事侵攻を受けて、オラフ・ショルツ首相はそれまでの方針を転換し、国防費をGDP比で2％以上へと大幅に引き上げると表明した。2025年にはリトアニアでの部隊駐留を開始した。ドイツ軍の国外駐留は第二次世界大戦後初となる。

## 任務

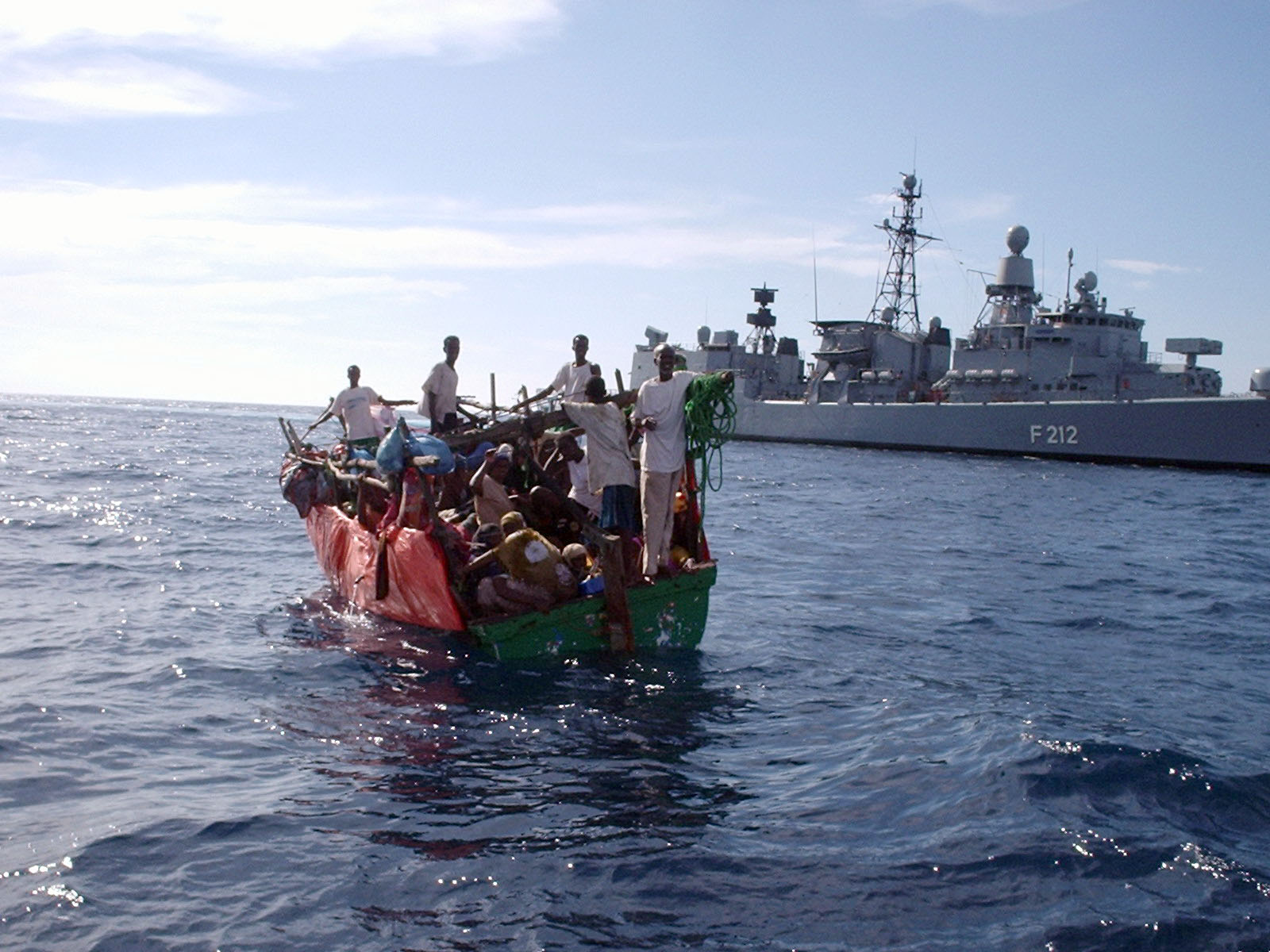
「不朽の自由」作戦に参加したドイツ軍のブレーメン級フリゲート艦「カールスルーエ」がソマリア沖で難民の乗った船を保護している

ドイツ連邦軍はNATO軍の一員としてヨーロッパ防衛義務を負う。連邦軍の任務は基本法の87条aに規定されており、活動が許されるのは「防衛」のみとされている。
しかし1990年以降、国際情勢が東西対立から全体的な不安定状態へと変化しており、ドイツ軍はその対応が問われることになった。特に1991年の湾岸戦争で、米国からの派兵要請にもかかわらずドイツが人的参加や軍事行動を見送り、多国籍軍に多額の資金援助を行うにとどまったことは「軍事的貢献が伴わない小切手外交」として批判を浴びた。1994年の連邦憲法裁判所での判例で、基本法の「防衛」とはドイツの国境を守るだけでなく、危機への対応や紛争防止など、世界中のどこであれ広い意味でのドイツの安全を守るために必要な行動を指すと解釈が拡大され、さらにドイツ連邦議会の事前承認によりNATO域外への派兵が認められた。かつての連邦国防相、ペーター・シュトルック（Peter Struck）の解釈によれば、ドイツを守るためにはアフガニスタンのヒンドゥークシュ山脈であっても軍を出すことは必要となる。
こうしたことから、1990年代以降、ドイツ連邦軍はNATOや欧州連合、国際連合の一員としてドイツ国外でPKOなどの作戦を行うことが増えている。例えばカンボジアのUNTAC、ボスニア・ヘルツェゴビナの平和安定化部隊 (SFOR)・欧州連合部隊 (EUFOR)、コソボのKFOR、アフガニスタンの国際治安支援部隊 (ISAF)、エチオピア、エリトリア、ソマリア、スーダン、コンゴ民主共和国、レバノンなどの軍事作戦や平和維持活動に派兵している。一方で犠牲者の数も、アフガニスタンのISAFでの55人、ボスニア・ヘルツェゴビナのSFOR/EUFORでの19人、コソボのKFORでの27人などと増大しており、1998年から2014年までの間に海外派遣兵士の自殺も22件に上った。その他、多くの負傷者やPTSDに苦しむ元兵士もいる。

## 階級
通常、大将は連邦軍総監のみで、副総監や陸軍総監、海軍総監など各軍種のトップでも中将である。
| 陸軍、空軍                                      | NATO階級符号     | 階級章                                                        | 階級章                                            | 階級章                                                                                       | 階級章                                                                                       | 海軍                                   |    |    |    |
| 陸軍、空軍                                      | NATO階級符号     | 陸軍                                                          | 空軍                                              | 海軍 (肩章及び袖章)                                                                          | 海軍 (肩章及び袖章)                                                                          | 海軍                                   |    |    |    |
| 兵                                              | 兵               | 兵                                                            | 兵                                                | 兵                                                                                           | 兵                                                                                           | 兵                                     | 兵 | 兵 | 兵 |
| ----------------------------------------------- | ---------------- | ------------------------------------------------------------- | ------------------------------------------------- | -------------------------------------------------------------------------------------------- | -------------------------------------------------------------------------------------------- | -------------------------------------- | -- | -- | -- |
| - 陸軍: Soldat (二等兵) - 空軍: Flieger(二等兵) | OR-1             | Jacke Dienstanzug Heeresuniformträger Panzertruppe            | Jacke Dienstanzug Luftwaffenuniformträger         | Schulterklappe Dienstanzug Marineuniformträger 10er Verwendungsreihen                        | Ärmelabzeichen Dienstanzug Marineuniformträger 81er Verwendungsreihe                         | Matrose（二等水兵）                    |    |    |    |
| Gefreiter（一等兵）                             | OR-2             | Jacke Dienstanzug Heeresuniformträger Jägertruppe             | Jacke Dienstanzug Luftwaffenuniformträger         | Schulterklappe Dienstanzug Marineuniformträger 20er Verwendungsreihen                        | Ärmelabzeichen Dienstanzug Marineuniformträger 50er Verwendungsreihen                        | Gefreiter（一等水兵）                  |    |    |    |
| Obergefreiter（上等兵）                         | OR-3             | Jacke Dienstanzug Heeresuniformträger Heeresaufklärungstruppe | Jacke Dienstanzug Luftwaffenuniformträger         | Schulterklappe Dienstanzug Marineuniformträger 30er Verwendungsreihen                        | Ärmelabzeichen Dienstanzug Marineuniformträger 40er Verwendungsreihen                        | Obergefreiter（上等水兵）              |    |    |    |
| Hauptgefreiter（兵長）                          | OR-3             | Jacke Dienstanzug Heeresuniformträger Artillerietruppe        | Jacke Dienstanzug Luftwaffenuniformträger         | Schulterklappe Dienstanzug Marineuniformträger 50er Verwendungsreihen                        | Ärmelabzeichen Dienstanzug Marineuniformträger 30er Verwendungsreihen                        | Hauptgefreiter（水兵長）               |    |    |    |
| Stabsgefreiter（伍長）                          | OR-4             | Jacke Dienstanzug Heeresuniformträger Heeresflugabwehrtruppe  | Jacke Dienstanzug Luftwaffenuniformträger         | Schulterklappe Dienstanzug Marineuniformträger 60er Verwendungsreihen                        | Ärmelabzeichen Dienstanzug Marineuniformträger 20er Verwendungsreihen                        | Stabsgefreiter（三等兵曹）             |    |    |    |
| Oberstabsgefreiter（上級伍長）                  | OR-4             | Jacke Dienstanzug Heeresuniformträger Fernmeldetruppe         | Jacke Dienstanzug Luftwaffenuniformträger         | Schulterklappe Dienstanzug Marineuniformträger 30er Verwendungsreihen                        | Ärmelabzeichen Dienstanzug Marineuniformträger 10er Verwendungsreihen                        | Oberstabsgefreiter（上級三等兵曹）     |    |    |    |
| 下級下士官                                      |                  |                                                               |                                                   |                                                                                              |                                                                                              |                                        |    |    |    |
| Unteroffizier（三等軍曹）                       | OR-5             | Jacke Dienstanzug Heeresuniformträger Panzergrenadiertruppe   | Jacke Dienstanzug Luftwaffenuniformträger         | Schulterklappe Dienstanzug Marineuniformträger 10er Verwendungsreihen                        | Ärmelabzeichen Dienstanzug Marineuniformträger 10er Verwendungsreihen                        | Maat(二等兵曹）                        |    |    |    |
| Stabsunteroffizier（二等軍曹）                  | OR-5             | Jacke Dienstanzug Heeresuniformträger Panzertruppe            | Jacke Dienstanzug Luftwaffenuniformträger         | Schulterklappe Dienstanzug Marineuniformträger 30er Verwendungsreihen                        | Ärmelabzeichen Dienstanzug Marineuniformträger 20er Verwendungsreihen                        | Obermaat（一等兵曹）                   |    |    |    |
| 上級下士官                                      |                  |                                                               |                                                   |                                                                                              |                                                                                              |                                        |    |    |    |
| Feldwebel（一等軍曹）                           | OR-6b 及び OR-6a | Jacke Dienstanzug Heeresuniformträger Artillerietruppe        | Jacke Dienstanzug Luftwaffenuniformträger         | Schulterklappe Dienstanzug Marineuniformträger 30er Verwendungsreihen                        | Ärmelabzeichen Dienstanzug Marineuniformträger 60er Verwendungsreihen                        | Bootsmann（兵曹長）                    |    |    |    |
| Oberfeldwebel（曹長）                           | OR-6b 及び OR-6a | Jacke Dienstanzug Heeresuniformträger Heeresflugabwehrtruppe  | Jacke Dienstanzug Luftwaffenuniformträger         | Schulterklappe Dienstanzug Marineuniformträger 60er Verwendungsreihen                        | Ärmelabzeichen Dienstanzug Marineuniformträger 70er Verwendungsreihen                        | Oberbootsmann（先任兵曹長）            |    |    |    |
| Hauptfeldwebel（上級曹長）                      | OR-7 及び OR-8   | Jacke Dienstanzug Heeresuniformträger ABC-Abwehrtruppe        | Jacke Dienstanzug Luftwaffenuniformträger         | Schulterklappe Dienstanzug Marineuniformträger 70er Verwendungsreihen                        | Ärmelabzeichen Dienstanzug Marineuniformträger 50er Verwendungsreihen                        | Hauptbootsmann（上級兵曹長）           |    |    |    |
| Stabsfeldwebel（准尉）                          | OR-8             | Jacke Dienstanzug Heeresuniformträger Fernmeldetruppe         | Jacke Dienstanzug Luftwaffenuniformträger         | Schulterklappe Dienstanzug Marineuniformträger 10er Verwendungsreihen                        | Ärmelabzeichen Dienstanzug Marineuniformträger 40er Verwendungsreihen                        | Stabsbootsmann（准尉）                 |    |    |    |
| Oberstabsfeldwebel（上級准尉）                  | OR-9             | Jacke Dienstanzug Heeresuniformträger Heeresaufklärungstruppe | Jacke Dienstanzug Luftwaffenuniformträger         | Schulterklappe Dienstanzug Marineuniformträger 20er Verwendungsreihen                        | Ärmelabzeichen Dienstanzug Marineuniformträger 30er Verwendungsreihen                        | Oberstabsbootsmann（上級准尉）         |    |    |    |
| 士官候補生たる下士官                            |                  |                                                               |                                                   |                                                                                              |                                                                                              |                                        |    |    |    |
| Fahnenjunker（下級士官候補生）                  | OR-5             | Jacke Dienstanzug Heeresuniformträger Panzertruppe            | Jacke Dienstanzug Luftwaffenuniformträger         | Schulterklappe Dienstanzug Marineuniformträger 30er Verwendungsreihen                        | Ärmelabzeichen Dienstanzug Marineuniformträger 20er Verwendungsreihen                        | Seekadett（下級士官候補生）            |    |    |    |
| Fähnrich（士官候補生）                          | OR-6             | Jacke Dienstanzug Heeresuniformträger Pioniertruppe           | Jacke Dienstanzug Luftwaffenuniformträger         | Schulterklappe Dienstanzug Marineuniformträger 30er Verwendungsreihen                        | Ärmelabzeichen Dienstanzug Marineuniformträger 60er Verwendungsreihen                        | Fähnrich zur See（士官候補生）         |    |    |    |
| Oberfähnrich（上級士官候補生）                  | OR-7             | Jacke Dienstanzug Heeresuniformträger Heeresfliegertruppe     | Jacke Dienstanzug Luftwaffenuniformträger         | Schulterklappe Dienstanzug Marineuniformträger (Truppendienst oder militärfachlicher Dienst) | Ärmelabzeichen Dienstanzug Marineuniformträger (Truppendienst oder militärfachlicher Dienst) | Oberfähnrich zur See（上級士官候補生） |    |    |    |
| 下級尉官                                        |                  |                                                               |                                                   |                                                                                              |                                                                                              |                                        |    |    |    |
| Leutnant（少尉）                                | OF-1b 及び OF-1a | Jacke Dienstanzug Heeresuniformträger Fallschirmjägertruppe   | Jacke Dienstanzug Luftwaffenuniformträger         | Schulterklappe Dienstanzug Marineuniformträger (Truppendienst oder militärfachlicher Dienst) | Ärmelabzeichen Dienstanzug Marineuniformträger (Truppendienst oder militärfachlicher Dienst) | Leutnant zur See（少尉）               |    |    |    |
| Oberleutnant（中尉）                            | OF-1b 及び OF-1a | Jacke Dienstanzug Heeresuniformträger Panzertruppe            | Jacke Dienstanzug Luftwaffenuniformträger         | Schulterklappe Dienstanzug Marineuniformträger (Truppendienst oder militärfachlicher Dienst) | Ärmelabzeichen Dienstanzug Marineuniformträger (Truppendienst oder militärfachlicher Dienst) | Oberleutnant zur See（中尉）           |    |    |    |
| 上級尉官                                        |                  |                                                               |                                                   |                                                                                              |                                                                                              |                                        |    |    |    |
| Hauptmann（大尉）                               | OF-2b 及び OF-2a | Jacke Dienstanzug Heeresuniformträger Heeresaufklärungstruppe | Jacke Dienstanzug Luftwaffenuniformträger         | Schulterklappe Dienstanzug Marineuniformträger (Truppendienst oder militärfachlicher Dienst) | Ärmelabzeichen Dienstanzug Marineuniformträger (Truppendienst oder militärfachlicher Dienst) | Kapitänleutnant（大尉）                |    |    |    |
| Stabshauptmann（上級大尉）                      | OF-2b 及び OF-2a | Jacke Dienstanzug Heeresuniformträger Artillerietruppe        | Jacke Dienstanzug Luftwaffenuniformträger         | Schulterklappe Dienstanzug Marineuniformträger (militärfachlicher Dienst)                    | Ärmelabzeichen Dienstanzug Marineuniformträger (militärfachlicher Dienst)                    | Stabskapitänleutnant（上級大尉）       |    |    |    |
| 佐官                                            |                  |                                                               |                                                   |                                                                                              |                                                                                              |                                        |    |    |    |
| Major（少佐）                                   | OF-3             | Jacke Dienstanzug Heeresuniformträger Fedljägertruppe         | Jacke Dienstanzug Luftwaffenuniformträger         | Schulterklappe Dienstanzug Marineuniformträger (Truppendienst)                               | Ärmelabzeichen Dienstanzug Marineuniformträger (Truppendienst)                               | Korvettenkapitän（少佐）               |    |    |    |
| Oberstleutnant（中佐）                          | OF-4             | Jacke Dienstanzug Heeresuniformträger Heeresflugabwehrtruppe  | Jacke Dienstanzug Luftwaffenuniformträger         | Schulterklappe Dienstanzug Marineuniformträger (Truppendienst)                               | Ärmelabzeichen Dienstanzug Marineuniformträger (Truppendienst)                               | Fregattenkapitän（中佐）               |    |    |    |
| Oberst（大佐）                                  | OF-5             | Jacke Dienstanzug Heeresuniformträger ABC-Abwehrtruppe        | Jacke Dienstanzug Luftwaffenuniformträger         | Schulterklappe Dienstanzug Marineuniformträger (Truppendienst)                               | Ärmelabzeichen Dienstanzug Marineuniformträger (Truppendienst)                               | Kapitän zur See（大佐）                |    |    |    |
| Brigadegeneral（准将）                          | OF-6             | Jacke Dienstanzug Heeresuniformträger General                 | Jacke Dienstanzug Luftwaffenuniformträger General | Schulterklappe Dienstanzug Marineuniformträger (Truppendienst)                               | Ärmelabzeichen Dienstanzug Marineuniformträger (Truppendienst)                               | Flottillenadmiral（准将）              |    |    |    |
| Generalmajor（少将）                            | OF-7             | Jacke Dienstanzug Heeresuniformträger General                 | Jacke Dienstanzug Luftwaffenuniformträger General | Schulterklappe Dienstanzug Marineuniformträger (Truppendienst)                               | Ärmelabzeichen Dienstanzug Marineuniformträger (Truppendienst)                               | Konteradmiral（少将）                  |    |    |    |
| Generalleutnant（中将）                         | OF-8             | Jacke Dienstanzug Heeresuniformträger General                 | Jacke Dienstanzug Luftwaffenuniformträger General | Schulterklappe Dienstanzug Marineuniformträger (Truppendienst)                               | Ärmelabzeichen Dienstanzug Marineuniformträger (Truppendienst)                               | Vizeadmiral（中将）                    |    |    |    |
| General（大将）                                 | OF-9             | Jacke Dienstanzug Heeresuniformträger General                 | Jacke Dienstanzug Luftwaffenuniformträger General | Schulterklappe Dienstanzug Marineuniformträger (Truppendienst)                               | Ärmelabzeichen Dienstanzug Marineuniformträger (Truppendienst)                               | Admiral（大将）                        |    |    |    |

## 伝統
| バルケンクロイツ |  | タッツェンクロイツ |
| バルケンクロイツ |  | タッツェンクロイツ |

かつてのドイツには、帝政期のドイチェス・ヘーアやヴァイマル共和政下のライヒスヴェーア、ナチス・ドイツ時代のヴェーアマハトなどの軍隊があった（ドイツ軍を参照）。しかし、ドイツ連邦軍は自らをこれらの後継組織とはみなしておらず、プロイセン軍など以前のあらゆるドイツの軍隊の伝統も引き継いでいない。現在のドイツ連邦軍の公式な「伝統」は、大きく次の3つに基づいている。
- 19世紀初頭のプロイセン軍の改革者（ゲルハルト・フォン・シャルンホルスト、アウグスト・フォン・グナイゼナウ、カール・フォン・クラウゼヴィッツら）
- アドルフ・ヒトラーとナチズムに対し暗殺計画などで抵抗したドイツ国防軍の将兵たち（クラウス・フォン・シュタウフェンベルク、ヘニング・フォン・トレスコウ、ルートヴィヒ・ベックら）
- 1955年の創設以来の独自の伝統（文民統制、自由と民主主義の擁護など)

近年は、3番目の連邦軍独自の伝統を重視している。
ドイツ連邦軍の国籍マーク（主権紋章）としては、ナチス時代の旧国防軍が採用していた幅が同じのバルケンクロイツではなく、黒十字の先端が末広がりになっているドイツの伝統的なタッツェンクロイツを採用した。黒十字、鉄十字も参照。
制服は、襟章や肩章などの基本的なデザインは国防軍と似ているが、陸軍では官帽はあまり使用されず、正装・礼装でもベレー帽が正式なドレスコードとされている。
第二次大戦で「人道に反する犯罪行為」を拒否しえなかった理由として挙げられた、上官の命令に絶対服従（忠誠宣誓）という伝統は否定され、戦後のドイツ基本法及び軍人法には「軍人もまた市民であり基本権を保持する」という規定（軍人法第17条）、上官の命令には従わなければならないといえども、人間の尊厳を冒す命令や犯罪につながる命令には従ってはならないという「抗命権」「抗命義務」、および軍人が抗命義務を発動した場合の不利益処分（降格など懲戒）禁止が明文規定されている（軍人法第11条）。また労働組合的性格も持つ職場団体「軍人連盟」、反戦軍人の会「ダルムシュタット・シグナル」が構成されている。
ラーボエ海軍記念館ではビスマルク (戦艦)とブレーメン (フリゲート)の模型が共に飾られ、またプリンツ・オイゲン (重巡洋艦)のスクリュープロペラやニュルンベルク (軽巡洋艦・3代)の鐘が展示されるなど、かつては各地の軍記念館でドイツ国防軍を顕彰しており、ドイツ陸軍ではエルヴィン・ロンメルの名前を冠した兵舎やドイツ海軍ではギュンター・リュッチェンスの名を冠したリュッチェンス級駆逐艦など国防軍軍人の名を冠した軍艦が存在していたが、近年、連邦軍の特殊部隊員の中に右翼過激派の思想に傾倒している隊員がいたことが発覚。連邦国防省が調査したところ、一部の部隊で国防軍の武器や備品を顕彰目的で展示していたり、国防軍を称賛する内容の教育をしていことが判明し、「国防軍との決別」としてこうした展示物の撤去や国防軍軍人の名を冠した兵舎は改名されつつある。